# St. Agathe (Fahrnau)

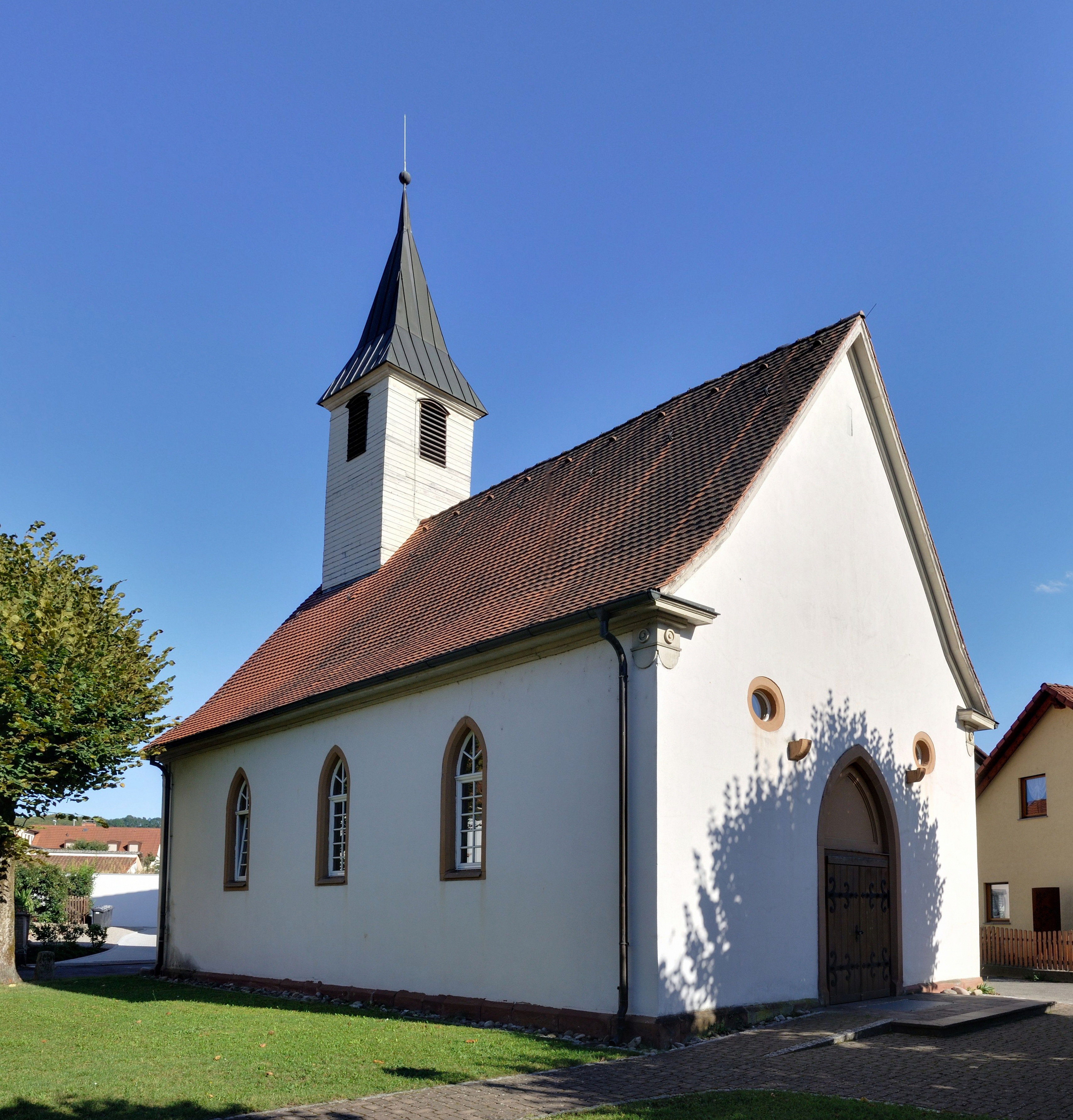
St. Agathe in Schopfheim-Fahrnau

St. Agathe in Schopfheim ist eine ehemalige evangelische Kirche im Stadtteil Fahrnau.

## Geschichte
Die erste schriftlich gesicherte Erwähnung einer Kirche in Fahrnau (Ecclesia Varnovva) erfolgte im Jahr 1143. Das 1344 zunächst als Liebfrauenkirche (zu Varnowe ze unserre Frowun) genannte Gotteshaus wurde bereits 1501 als Agathenkirche bezeichnet (sant Agten gotzhus zu Farnow). Nachdem diese zwischen 1360 und 1370 Filialkirche Schopfheims war, wurde sie 1470 als Pfarrkirche bezeichnet. Über das Äußere dieser Kirche ist nichts bekannt.
Die ältesten Teile der heute erhaltenen Kirche werden aus der Zeit um 1480 vermutet. Nach Einführung der Reformation im Markgräflerland 1556 wurde St. Agathe wieder zur Filialkirche. In den Jahren 1722 bis 1723 erfuhr das Gebäude eine Erweiterung und Renovierung, an die eine Gedenktafel an der Ostwand im Inneren erinnert. In den Jahren 1847 bis 1848 kam es zu weiteren Renovierungsarbeiten.
Nachdem 1911 Fahrnau wieder zur eigenständigen Pfarrei erhoben worden war, plante man ab 1913, die Kirche zu vergrößern. Durch die beiden Weltkriege verzögert, kam es nie zur Umsetzung der Pläne und nach Ende des Zweiten Weltkrieges sprach man sich für einen Neubau aus, der schließlich Anfang der 1960er Jahre mit der Matthäuskirche ausgeführt wurde. Seit deren Fertigstellung dient St. Agathe nicht mehr für Gottesdienste. Im Jahr 1998 fand man mittelalterliche Fresken aus den Jahren um 1300. Aus konservatorischen Gründen wurden die Wandbilder wieder bedeckt.

## Beschreibung
Die Kirche St. Agathe besteht aus einem mit rechteckigem Satteldach bedeckten Saalbau, der an seiner Ostseite einen Dachreiter trägt. An der Nord- und Südseite befindet sich je ein Zifferblatt der Turmuhr. Im oberen Teil sind zu allen Seiten dreifach gegliederte, rechteckige Schallöffnungen. Das Pyramidendach ist im unteren Drittel leicht eingeknickt. Im Inneren erinnern zwei Epitaphe an den Stabhalter Tobias Fluri (5. März 1745) und seine Frau Anna Fluri, geborene Blankenhorn (5. November 1746), sowie an Maria Salome Beyer (September 1720), die Tochter des Pfarrers Johann Jacob Beyer.
Bis 1963 hatte das Gotteshaus zwei Glocken (d″ und e″). Die 1949 vom Bochumer Verein gegossenen Stahlglocken wurden an eine Diasporagemeinde in Österreich verschenkt. Eine Hammond-Orgel mit zwei Manualen und einem Pedal stand von 1957 bis 1964 im Gotteshaus. Sie wurde zur Matthäuskirche überführt.